# Генри, Бак
Бак Ге́нри (англ. Buck Henry; 9 декабря 1930 — 8 января 2020) — американский актёр, сценарист, комик и режиссёр. Лауреат премий «Эмми» и BAFTA, а также номинант на «Оскар» и «Золотой глобус».

## Ранние годы
Генри Цукерман родился в Нью-Йорке, в еврейской семье. Его родителями были актриса Рут Тейлор и биржевой брокер Пол С. Цукерман. Он получил своё имя, Генри, и прозвище, Бак, в честь своего деда, и официально сменил имя на Бак Генри в 1970-х годах. Генри окончил Дартмутский колледж, где изучал английскую литературу. После окончания учёбы он поступил на службу в Армию США, где в период Корейской войны работал авиамехаником.

## Смерть
Генри скончался 8 января 2020 года в Лос-Анджелесе, Калифорния, в результате сердечного приступа. Ему было 89 лет. Он был женат вторым браком на Айрин Рамп.

## Фильмография

### Кино
| Год  | Русское название                   | Оригинальное название                  | Роль                         | Примечания                 |
| ---- | ---------------------------------- | -------------------------------------- | ---------------------------- | -------------------------- |
| 1964 | Нарушитель спокойствия             | The Troublemaker                       | Т. Р. Кингстон               | Также сценарист            |
| 1967 | Выпускник                          | The Graduate                           | гостиничный клерк            | Также сценарист            |
| 1968 | Тайная война Гарри Фригга          | The Secret War of Harry Frigg          | комендант                    |                            |
| 1968 | Сладкоежка                         | Candy                                  | пациент                      | Также сценарист            |
| 1970 | Уловка-22                          | Catch-22                               | подполковник Корн            | Также сценарист            |
| 1970 | Филин и кошечка                    | The Owl and the Pussycat               | мужчина в книжном магазине   | Также сценарист            |
| 1971 | Отрыв                              | Taking Off                             | Ларри Тайн                   |                            |
| 1971 | Есть ли секс после смерти?         | Is There Sex After Death?              | доктор Луиз Манос            |                            |
| 1973 | День дельфина                      | The Day of the Dolphin                 | мужчина                      | Также сценарист            |
| 1976 | Человек, который упал на Землю     | The Man Who Fell to Earth              | Оливер Фарнсворт             |                            |
| 1977 | Рассеянный официант                | The Absent-Minded Waiter               | Берни Кейтс                  | Короткометражный фильм     |
| 1978 | Небеса могут подождать             | Heaven Can Wait                        | эскорт                       | Также сценарист и режиссёр |
| 1979 | Давние бойфренды                   | Old Boyfriends                         | Арт Коппл                    |                            |
| 1980 | Глория                             | Gloria                                 | Джек Доун                    |                            |
| 1980 | Первая семья                       | First Family                           | отец Сэндстоун / телеведущий | Также сценарист и режиссёр |
| 1981 | Сильное средство                   | Strong Medicine                        | н/д                          |                            |
| 1982 | Поедая Рауля                       | Eating Raoul                           | мистер Лич                   |                            |
| 1987 | Ария                               | Aria                                   | Престон                      | Сегмент: «Rigoletto»       |
| 1989 | Внезапное пробуждение              | Rude Awakening                         | Ллойд Стул                   |                            |
| 1990 | Настройся на завтра                | Tune In Tomorrow                       | отец Серафим                 |                            |
| 1991 | Защищая твою жизнь                 | Defending Your Life                    | Диск Стэнли                  |                            |
| 1991 | История с ограблением              | The Linguini Incident                  | Сесил                        |                            |
| 1991 |                                    | Shakespeare’s Plan 12 from Outer Space | священник                    |                            |
| 1992 | Игрок                              | The Player                             | он сам                       |                            |
| 1992 | Праздные люди                      | The Lounge People                      | Льюис Луи                    |                            |
| 1993 | Короткие истории                   | Short Cuts                             | Гордон Джонсон               |                            |
| 1993 | Даже девушки-ковбои иногда грустят | Even Cowgirls Get the Blues            | доктор Дрейфус               |                            |
| 1993 | Старые ворчуны                     | Grumpy Old Men                         | Снайдер                      |                            |
| 1995 | За что стоит умереть               | To Die For                             | Х. Финлиссон                 | Также сценарист            |
| 1997 | Настоящая блондинка                | The Real Blonde                        | доктор Лютер                 |                            |
| 1997 | 1999                               | 1999                                   | мистер Голдман               |                            |
| 1998 | Я тебя теряю                       | I’m Losing You                         | Филлип Дэгром                |                            |
| 1998 | Новогодняя история                 | Curtain Call                           | Чарльз Ван Оллсбург          |                            |
| 1998 |                                    | The Man Who Counted                    | Джордж Постлуэйт             | Короткометражный фильм     |
| 1999 | Завтрак для чемпионов              | Breakfast of Champions                 | Фред Т. Барри                |                            |
| 2000 | Знаменитый                         | Lisa Picard is Famous                  | он сам                       |                            |
| 2001 | Город и деревня                    | Town & Country                         | Саттлер                      | Также сценарист            |
| 2001 | Интуиция                           | Serendipity                            | покупатель                   | Не указан в титрах         |
| 2004 | Последний кадр                     | The Last Shot                          | Лонни Боско                  |                            |
| 2011 | Он, она и попугай                  | A Bird of the Air                      | Дункан Уэбер                 |                            |
| 2013 |                                    | Streetcar                              | шериф                        | Короткометражный фильм     |
| 2014 | Унижение                           | The Humbling                           | н/д                          | Сценарист                  |
| 2015 |                                    | Kiss Kiss Fingerbang                   | владелец кота                | Короткометражный фильм     |

### Телевидение
| Год             | Русское название                    | Оригинальное название             | Роль                   | Примечания                        |
| --------------- | ----------------------------------- | --------------------------------- | ---------------------- | --------------------------------- |
| 1961            | Новое шоу Стива Аллена              | The New Steve Allen Show          | разные роли            | 5 эпизодов                        |
| 1964-1965       |                                     | That Was the Week That Was        | он сам                 |                                   |
| 1975            | Филин и кошечка                     | The Owl and the Pussycat          | Феликс Шерман          | Телевизионный пилот               |
| 1976-1980, 1989 | Субботним вечером в прямом эфире    | Saturday Night Live               | ведущий / разные оли   | 17 эпизодов                       |
| 1984            |                                     | The New Show                      | разные роли            | 9 эпизодов                        |
| 1985            | Альфред Хичкок представляет         | Alfred Hitchcock Presents         | Уолтер Лэг             | Эпизод: «Wake Me When I’m Dead»   |
| 1987-1988       | Фэлкон Крест                        | Falcon Crest                      | Фостер Гленн           | Гостевая роль, 3 эпизода          |
| 1989            | Мерфи Браун                         | Murphy Brown                      | Виктор Радман          | Эпизод: «My Dinner With Einstein» |
| 1989            | Тяжёлые времена                     | Trying Times                      | мужчина в телевизоре   | Эпизод: «Hunger Chic»             |
| 1992            | Сдачи не надо                       | Keep the Change                   | Смитти                 | Телевизионный фильм               |
| 1992            | Байки из склепа                     | Tales from the Crypt              | Джордж                 | Эпизод: «Beauty Rest»             |
| 1992            | Кот Ик                              | Eek! The Cat                      | купидон (озвучивание)  | Эпизод: «Catsanova»               |
| 1992            |                                     | Mastergate                        | Клэй Филдер            | Телевизионный фильм               |
| 1995            | Харрисон Бержерон                   | Harrison Bergeron                 | телевизионный продюсер | Телевизионный фильм               |
| 1999            | Дилберт                             | Dilbert                           | Дэдберт (озвучивание)  | Эпизод: «The Gift»                |
| 2005            | Уилл и Грейс                        | Will & Grace                      | Леонард                | Эпизод: «Partners»                |
| 2007-2010       | Студия 30                           | 30 Rock                           | Дик Лемон              | Гостевая роль, 2 эпизода          |
| 2011            | Красотки в Кливленде                | Hot in Cleveland                  | Фред                   | Гостевая роль, 3 эпизода          |
| 2012            | Закон и порядок: Специальный корпус | Law & Order: Special Victims Unit | мистер Мортон          | Эпизод: «Lessons Learned»         |
| 2013            | Компаньоны                          | Franklin & Bash                   | судья Генри Динсдейл   | Гостевая роль, 2 эпизода          |

## Награды и номинации
| Ассоциация                        | Год  | Категория                                             | Работа                      | Результат |
| --------------------------------- | ---- | ----------------------------------------------------- | --------------------------- | --------- |
| «Оскар»                           | 1968 | Лучший адаптированный сценарий                        | Выпускник                   | Номинация |
| «Оскар»                           | 1979 | Лучшая режиссура                                      | Небеса могут подождать      | Номинация |
| «Золотой глобус»                  | 1968 | Лучший сценарий                                       | Выпускник                   | Номинация |
| «Золотой глобус»                  | 1994 | Специальная награда за лучший актёрский ансамбль      | Короткие истории            | Победа    |
| Прайм-тайм премия «Эмми»          | 1965 | Лучший сценарий развлекательной программы             | That Was the Week That Was  | Номинация |
| Прайм-тайм премия «Эмми»          | 1966 | Лучший сценарий комедийного телесериала               | Напряги извилины            | Номинация |
| Прайм-тайм премия «Эмми»          | 1967 | Лучший сценарий комедийного телесериала               | Напряги извилины            | Победа    |
| BAFTA                             | 1969 | Лучший сценарий                                       | Выпускник                   | Победа    |
| «Сатурн»                          | 1979 | Лучшая режиссура                                      | Небеса могут подождать      | Номинация |
| Премия Гильдии режиссёров Америки | 1979 | Лучший режиссёр художественного фильма                | Небеса могут подождать      | Номинация |
| Премия Эдгара Аллана По           | 1986 | Лучший телевизионный эпизод                           | Альфред Хичкок представляет | Номинация |
| Премия Эдгара Аллана По           | 1996 | Лучший художественный фильм                           | За что стоит умереть        | Номинация |
| Круг кинокритиков Нью-Йорка       | 1967 | Лучший сценарий                                       | Выпускник                   | Победа    |
| Венецианский кинофестиваль        | 1993 | Специальный кубок Вольпи за лучший актёрский ансамбль | Короткие истории            | Победа    |
| Премия Гильдии сценаристов США    | 1968 | Лучший сценарий комедийного фильма                    | Выпускник                   | Победа    |
| Премия Гильдии сценаристов США    | 1971 | Лучший адаптированный сценарий драматического фильма  | Уловка-22                   | Номинация |
| Премия Гильдии сценаристов США    | 1971 | Лучший адаптированный сценарий комедийного фильма     | Филин и кошечка             | Номинация |
| Премия Гильдии сценаристов США    | 1973 | Лучший оригинальный сценарий комедийного фильма       | В чём дело, док?            | Победа    |